# Hondsruglijn
De Hondsruglijn is een mogelijke nieuwe railverbinding tussen Groningen en Emmen. Aanleg van deze nieuwe lijn wordt voorgesteld door de provincie Drenthe in het kader van de railvisie Drenthe 2040. De lijn zou vanaf Emmen parallel moeten lopen langs de N34 en zou bij De Punt kunnen aansluiten op de spoorlijn Groningen - Assen. De naam verwijst naar de Hondsrug, de zandrug tussen beide steden.

## Spoorverbinding Groningen - Emmen
In het verleden is er wel een spoorverbinding geweest tussen Groningen en Emmen, zij het dat voor een reis tussen beide plaatsen meerdere overstappen nodig waren. De NOLS had een lijn van Emmen naar Stadskanaal en Zuidbroek via Gasselternijveen. In Zuidbroek kon worden overgestapt op de trein van Nieuweschans naar Groningen. De lijn tussen Emmen en Stadskanaal werd echter voor de oorlog alweer gesloten. Inmiddels is ook de infrastructuur volledig verdwenen.
De lijn tussen Stadskanaal en Zuidbroek is nog steeds aanwezig. Het stuk Zuidbroek - Veendam is op 1 mei 2010 weer opengesteld voor reizigersvervoer. De provincie Groningen onderzoekt de mogelijkheid om de lijn van Veendam door te trekken naar Stadskanaal, het deel van de bestaande lijn dat nu gebruikt wordt door de  museumspoorlijn STAR. Voor de verdere toekomst denkt Groningen aan een nieuwe verbinding tussen Stadskanaal en Emmen.
In de Railvisie Drenthe 2040 wijst de provincie Drenthe de verbinding tussen Groningen en Emmen via Stadskanaal van de hand. Een dergelijke lijn zou volgens Drenthe te weinig reizigers trekken om rendabel te zijn. Op basis van het huidige busvervoer tussen Groningen en Emmen denkt de provincie dat een directe railverbinding tussen beide steden parallel aan de N34 wel rendabel kan zijn. Tussen Gieten en De Punt zou dat eventueel een regiotram kunnen zijn.
Drenthe ziet daarnaast mogelijkheden om door aanleg van de Hondsruglijn een snellere verbinding te maken tussen Groningen en Twente.